# Arnaud Amalric
Arnaud Amalric (em latim: Arnoldus Amalricus; m. 1225), também conhecido como Arnaud Amaury, foi um abade cisterciense que desempenhou um papel de destaque na Cruzada Albigense. Alega-se que, antes do Massacre de Béziers, Amalric, quando questionado sobre como distinguir cátaros de católicos, respondeu: "Matem todos, pois Deus saberá reconhecer os seus".

## Primeiros anos
Foi abade de Poblet na Catalunha de 1196 a 1198, e depois de Grandselve de 1198 a 1202. Em seguida, tornou-se o décimo sétimo abade de Cister (até 1212).

## Cruzada Albigense
Em 1204, foi nomeado legado papal e inquisidor, sendo enviado pelo Papa Inocêncio III, juntamente com Pedro de Castelnau e Arnoul de Lovaina, para tentar converter os albigenses. Após o fracasso, destacou-se pelo zelo com que incentivava a cruzada contra eles por meio da pregação. Ele comandou o exército cruzado que saqueou Béziers em 1209. Lá, segundo o escritor cisterciense Cesário de Heisterbach, Arnaud respondeu quando um cruzado perguntou como distinguir cátaros de católicos:
Caedite eos. Novit enim Dominus qui sunt eius (Matem-nos. Pois o Senhor sabe quem são os seus).
Essa é a origem da frase moderna: "Matem todos e deixem que Deus os reconheça".
Cesário não ouviu a frase diretamente, mas escreveu que foi relatado que Arnaud teria dito isso (dixisse fertur no texto original).
A resposta é amplamente considerada apócrifa: segundo o historiador Malcolm Barber, “A frase notória, ‘matem todos, Deus reconhecerá os seus’ ... é geralmente (embora nem sempre) descartada por historiadores sérios. No entanto, a citação é frequentemente usada por aqueles que desejam promover a ideia da brutalidade do norte...”. Laurence Marvin comenta que “em 1210, esse homem inflexível e intransigente ofereceu aos cátaros rendidos uma chance justa de renunciar à heresia para evitar a execução, o que lança dúvidas sobre a veracidade do relato de Cesário.”
Por outro lado, o historiador britânico James McDonald sugere que Cesário pode ter incluído o “fertur dixisse” como uma tentativa de manter “negabilidade plausível”.

Em carta ao Papa, em agosto de 1209, Arnaud escreveu:
...dum tractatetur cum baronibus de liberatione illorum qui in civitate ipsa catholici censebantur, ribaldi et alii viles et inermes personæ, non exspectato mandato principum, in civitatem fecerunt insultum, et mirantibus nostris, cum clamaretur : Ad arma, ad arma, quasi sub duarum vel trium horarum spatio, transcensis fossatis ac muro, capta est civitas Biterrensis, nostrique non parcentes ordini, sexui, vel ætati, fere viginti millia hominum in ore gladii peremerunt; factaque hostium strage permaxima, spoliata est tota civitas et succensa...

...enquanto ainda se discutia com os barões sobre a libertação dos considerados católicos dentro da cidade, criados e outras pessoas de baixa posição e desarmadas atacaram a cidade sem esperar ordens de seus líderes. Para nossa surpresa, gritando “Às armas, às armas!”, em duas ou três horas, atravessaram os fossos e os muros, e Béziers foi tomada. Nossos homens não pouparam ninguém, independente de posição, sexo ou idade, e quase 20 mil pessoas foram mortas à espada. Após esse grande massacre, a cidade inteira foi saqueada e incendiada...
O relato de Amalric sobre a morte de 20 mil pessoas provavelmente foi exagerado, assim como o de Pedro de Vaux de Cernay, que afirmou que 7 mil foram mortos na Igreja de Santa Madalena. A população da cidade à época é estimada entre 10 000 e 14 500, com número desconhecido de sobreviventes que podem ter escapado. Christopher Tyerman afirma que "[o] número verdadeiro foi quase certamente muito menor".
Após ajudar os cruzados a capturar Carcassonne, Amalric foi substituído no comando do exército por Simão de Montfort, 5.º Conde de Leicester, mas continuou a acompanhar as tropas e exercer autoridade significativa. Em 22 de julho, o Cerco de Minerve terminou com a rendição dos defensores. Simão e o comandante dos defensores, Guilhem de Minerve, acordaram os termos de rendição. No entanto, Amalric, ausente na ocasião, retornou ao acampamento e insistiu que nenhum acordo teria validade sem seu consentimento como legado papal. Simão desejava tratar os ocupantes com clemência, mas Amalric queria que fossem executados. Chegaram a um meio-termo: os soldados e católicos foram liberados, assim como os cátaros que não haviam atingido o grau de perfeitos. Os perfeitos tiveram que escolher entre renunciar à fé ou morrer. A maioria recusou. Apenas três mulheres renegaram. As 140 restantes foram queimadas.

## Últimos anos
Segundo Louis Moréri, Amalric foi nomeado arcebispo de Narbona por volta de 1212, após retornar de uma expedição à Espanha para encorajar os cristãos contra os mouros. Escreveu um relato dessa missão. Seu espírito combativo o colocou em conflito com Simão de Montfort, 5.º Conde de Leicester. Em 1224, presidiu o concílio de Montpellier, reunido para tratar das queixas dos albigenses.
Pouco se sabe sobre sua vida após 1222. Em 29 de setembro de 1225, Arnaud Amalric faleceu em Fontfroide, França.